# Адаптация (фильм)
«Адаптация» (англ. Adaptation.) — эксцентрическая трагикомедия режиссёра Спайка Джонза, снятая по сценарию Чарли Кауфмана. Фильм основан на книге Сьюзан Орлеан «Похититель орхидей» и самореференции сценариста. В фильме снимались: Николас Кейдж в ролях Чарли и Дональда, Мерил Стрип в роли Сьюзан и Крис Купер в роли Джона Лароша.
Работа над фильмом началась ещё в 1994 году. Продюсер Джонатан Демми работал над проектом для Columbia Pictures, сценарий для которого должен был написать Кауфман. Кауфман испытывал творческий кризис и не смог справиться с задачей. Однако он написал сценарий о самом процессе адаптации сценария для «Похитителя орхидей». Режиссёром нового проекта стал Спайк Джонз. Съемки закончились в июне 2001 года. Фильм получил множество положительных отзывов, одобрение критиков, собрал 39 наград и 43 номинации на кинофестивалях.

## Сюжет
В 1992 году Джон Ларош и его жена основывают во Флориде питомник для растений. Однако в автомобильной катастрофе погибают мать и дядя Лароша, а жена после прихода в сознание подает на развод. Спустя месяц из-за урагана Эндрю оказывается разрушенным питомник и дом. Лароша, благодаря его знаниям по выращиванию и поиску орхидей, нанимают местные индейцы семинолы, использующие орхидеи для создания наркотиков.
Спустя два года Лароша задерживают в заповеднике Факахачи. Последующий судебный процесс привлекает внимание журналистки «Нью-Йоркера»  Сьюзан Орлеан. Она поражена той страстью, с которой Ларош отдается орхидеям, и хочет написать об этом книгу. По мере знакомства между ней и Ларошем завязывается роман. Однако Сьюзан замужем, живёт в Нью-Йорке и переезжать не собирается.
Тем временем книга передаётся для экранизации в Columbia Pictures. Чарли Кауфману, получившему признание после съемок фильма «Быть Джоном Малковичем», поручают адаптировать её для кино. Чарли испытывает отвращение к себе, страдает от агорафобии и впадает в меланхолическую депрессию. К нему в Лос-Анджелес переезжает брат-близнец Дональд, живущий за его счет. Дональд решает стать сценаристом, как Чарли, и посещает семинары Роберта Макки. В надежде произвести впечатление на продюсера Валери Томас Чарли хочет правильно адаптировать книгу, создать что-то новое. Однако он осознает, что не может уловить суть повествования и считает экранизацию невозможной. Чарли находится в тупике и переживает сложный творческий кризис.
Сценарий Дональда для полного клише психологического триллера Трое (The 3) продается за пяти- или шестизначную сумму. В это время Чарли случайно начинает написание своего сценария с самореференции. А когда приближается срок сдачи сценария в студию, Чарли решает встретиться для консультации со Сьюзан Орлеан в Нью-Йорке. Он посещает семинар Роберта Макки, получает некоторые советы и привлекает к созданию структуры повествования Дональда. Брат даже соглашается пойти на встречу с писательницей, выдавая себя за Чарли. 
Дональд уверен, что Сьюзан лжет, и убеждает Чарли ехать за ней во Флориду. Там Чарли находит Сьюзан и Лароша, которые занимаются любовью и употребляют наркотики. Ларош видит подглядывающего Чарли, и Сьюзан решает вывезти его в заповедник, убить и закопать.
Далее следует автомобильная погоня, гибель Дональда в автокатастрофе, смерть Лароша от аллигатора и арест Сьюзан. У Чарли проходит творческий кризис, и он находит в себе силы признаться бывшей подруге Амелии, что все ещё влюблен в неё. После этого Кауфман уезжает, точно зная, как он завершит сценарий.

## В ролях
| Актёр            | Роль                            |
| ---------------- | ------------------------------- |
| Николас Кейдж    | Чарли Кауфман / Дональд Кауфман |
| Мерил Стрип      | Сьюзан Орлеан                   |
| Крис Купер       | Джон Ларош                      |
| Кара Сеймур      | Амелия Каван                    |
| Мэгги Джилленхол | Кэролайн Каннингем              |
| Тильда Суинтон   | Валери Томас                    |
| Брайан Кокс      | Роберт Макки                    |
| Джуди Грир       | Элис, официантка                |
| Джимм Бивер      | рейнджер Тони                   |

Сцена с использованием комбинированных съёмок, в которой Николас Кейдж играет Чарли и Дональда Кауфманов

Для двойной роли братьев Кауфманов сначала планировали взять Тома Хэнкса. Журнал Variety тогда ещё был убеждён, что Дональд — реальная личность. Однако позже было принято решение взять Кейджа, который получил за неё 5 миллионов долларов. Во время съемок ему пришлось носить искусственные накладки, чтобы выглядеть толстым. Мерил Стрип была заинтересована в роли Сьюзан ещё до проб и даже согласилась на снижение зарплаты ради одобрения бюджета фильма. Изначально Лароша должен был играть Джон Туртурро. Купер считал эту роль слишком сложной, но согласился взяться за неё после уговоров жены. На роль Роберта Макки претендовали Альберт Финни, Теренс Стэмп, Майкл Кейн и Кристофер Пламмер, но Макки лично предложил, чтобы его играл Брайан Кокс.
Гэри «Лайтфут» Дэвис и Джей Таваре получили небольшие роли семинолов. Джон Кьюсак, Кэтрин Кинер, Джон Малкович, Лэнс Экорд и Спайк Джонз отсутствуют в титрах, они сыграли камео самих себя в эпизоде съёмок фильма «Быть Джоном Малковичем». Другие камео: Даг Джонс сыграл путешественника Августа Маргари в эпизоде фантазий Сьюзан об охотниках за орхидеями, Джим Бивер — рейнджера Тони, Кёртис Хэнсон — мужа Сьюзан, Дэвид О. Расселл — журналиста «Нью-Йоркера».

## Производство
«Чувства, которые переживает Чарли [в фильме], являются настоящими и показывают, что переживал я, когда пытался написать сценарий. Некоторые вещи, конечно, были преувеличены или изменены для кинематографических целей. Часть опыта от просмотра этого фильма — это опыт видеть в титрах имя Дональда Кауфмана в качестве сценариста. Это часть фильма, это часть истории».
Идея экранизации романа Сьюзан Орлеан «Вор орхидей» возникла в 1994 году. Студия 20th Century Fox приобрела права на фильм в 1997 году, но в конечном итоге продала их Джонатану Демми, который взялся за проект на студии Columbia Pictures. Сценарий должен был написать Кауфман, однако он испытывал творческий кризис и не мог справиться с задачей. Вместо экранизации Чарли написал о самом процессе адаптации сценария для «Вора орхидей». Он придумал фиктивного брата Дональда, которого даже добавил в качестве автора сценария и посвятил фильм его светлой памяти. К сентябрю 1999 года Кауфман написал два проекта сценария, которые превратились ещё в один к ноябрю 2000.
Кауфман объяснил: «Идея о том, как писать фильм, не приходила ко мне, пока не стало совсем поздно. Это была единственная идея, которую я имел, она мне нравилась и я знал, что она не будет одобрена. Так что я просто написал её и никогда не разговаривал с заказчиками. Я сказал только Спайку Джонзу, когда мы снимали „Быть Джоном Малковичем“, и он видел, что я в отчаянии. Если бы он тогда сказал, что я сошёл с ума — не знаю, что бы я делал». Кроме того, Кауфман заявил: «Я действительно думал, что закончу карьеру, когда сдам это!» Дела начали продвигаться в апреле 2000 с немного переписанным Кауфманом сценарием. Произошли утечки сценария в Интернет: первая — в июне 2000 из-за Скота Брейка с IGN, вторая — в октябре того же года из-за Drew «Moriarty» McWeeny с Ain't It Cool News. Фильм согласилась финансировать Intermedia в обмен на право его международной дистрибуции. Съёмки начались в Лос-Анджелесе в марте 2001 и закончились в июне. Сцены «эволюции» были созданы Digital Domain. Микшированием звука занималась Skywalker Sound.

## Реакция и критика
Фильм передает творческие поиски сценариста, его попытки выйти за пределы жанра. Создание сюжета на основе, на первый взгляд, глубокого произведения, но по сути пустышки. Для усиления иронии окончание фильма наполнено ярко выраженными клише и действие не несет особой смысловой нагрузки, в то время как первая половина посвящена самим творческим поискам, но не содержит действия.
Данная неоднозначность вызвала спорную реакцию критиков. Однако преобладали все-таки позитивные отзывы, в которых в основном отмечалось новаторство в построении сюжетной линии.
Фильм появился в ограниченном прокате в США 6 декабря 2002 года. В широкий прокат он вышел 14 февраля 2003 года, собрав в первые выходные 1 130 480 долларов в 672 кинотеатрах. Кассовые сборы составили 22,5 миллиона долларов в Северной Америке и 10,3 миллиона в остальных странах. Таким образом, общая сумма составила 32,8 миллиона долларов. По версии Rotten Tomatoes, основанной на 193 рецензиях, фильм получил рейтинг 91 %. По версии Metacritic, основанной на 40 рецензиях, фильм получил рейтинг 83 %.

## Награды и номинации
Фильм собрал множество наград и номинаций на различных кинофестивалях. Среди них:
- 2002 — две премии Национального совета кинокритиков США за лучший сценарий (Чарли Кауфман) и за лучшую мужскую роль второго плана (Крис Купер).
- 2003 — премия «Оскар» за лучшую мужскую роль второго плана (Крис Купер), а также три номинации: лучшая мужская роль (Николас Кейдж), лучшая женская роль второго плана (Мерил Стрип), лучший адаптированный сценарий (Чарли и Дональд Кауфманы).
- 2003 — премия BAFTA за лучший адаптированный сценарий (Чарли и Дональд Кауфманы), а также три номинации: лучшая мужская роль (Николас Кейдж), лучшая женская роль второго плана (Мерил Стрип), лучшая мужская роль второго плана (Крис Купер).
- 2003 — Гран-при жюри Берлинского кинофестиваля (Спайк Джонз).
- 2003 — две премии «Золотой глобус» за лучшую мужскую роль второго плана (Крис Купер) и лучшую женскую роль второго плана (Мерил Стрип), а также 4 номинации: лучший фильм — комедия или мюзикл, лучшая мужская роль в комедии или мюзикле (Николас Кейдж), лучший режиссёр (Спайк Джонз), лучший сценарий (Чарли и Дональд Кауфманы).
- 2003 — три номинации на премию Гильдии киноактеров США: лучшая мужская роль (Николас Кейдж), лучшая мужская роль второго плана (Крис Купер), лучший актерский ансамбль.
- 2003 — номинация на премию Гильдии сценаристов США за лучший адаптированный сценарий (Чарли и Дональд Кауфманы).

## Саундтрек
Над звуковым рядом «Адаптации» работала та же команда, что при создании «Быть Джоном Малковичем». Музыку к фильму написал Картер Бёруэлл. Запись происходила на Right Track Recording’s Studio в Нью-Йорке с 21 по 27 марта 2002 года.
По словам самого Беруэлла, основной темой, которая его интересовала, была эволюция, вопросы создания жизни, её развития, жизни и смерти. Он также отметил, что «не хотел, чтобы музыка рассказывала, „о чем“ фильм, так как эта неопределенность является его примечательной частью…»
Кари Вонг из Film Score Monthly отметил: «Всегда кажется, что музыка Беруэлла „не от мира сего“, … Его стиль не может быть для всех, но он всегда переносит слушателя в альтернативную вселенную.»
В 2002 году был выпущен диск с саундтреком. В него вошло также 2 ремикса и песня «Happy Together» в исполнении группы The Turtles, звучащая в конце фильма.

### Трек-лист
| №   | Название                                      | Длительность |
| --- | --------------------------------------------- | ------------ |
| 1.  | «Adaptation (Fatboy Slim Remix)»              | 4:50         |
| 2.  | «The Evolution of the Screenwriter»           | 1:12         |
| 3.  | «The Writer and the Crazy White Man»          | 3:23         |
| 4.  | «An Unashamed Passion»                        | 3:15         |
| 5.  | «The Evolution of Evolution»                  | 2:08         |
| 6.  | «On Judgement, Human and Otherwise»           | 1:43         |
| 7.  | «Whittle the World Down»                      | 1:52         |
| 8.  | «On the Similarity of Human and Orchid Forms» | 1:17         |
| 9.  | «The Screenwriter's Nightmare»                | 1:00         |
| 10. | «Approaching the Object of Desire»            | 3:31         |
| 11. | «Shinier Than Any Ant»                        | 1:13         |
| 12. | «The Slough Pit of Creation»                  | 3:30         |
| 13. | «Adaptation Versus Immutability»              | 2:33         |
| 14. | «Effects of Sibling Pressure»                 | 3:21         |
| 15. | «Evasion and Escape»                          | 7:05         |
| 16. | «The Unexpressed Expressed»                   | 1:38         |
| 17. | «The Screenwriters Nightmare (Zeno Remix)»    | 0:55         |
| 18. | «Happy Together»                              | 2:53         |